# Ealing
Pour le district, voir Borough londonien d'Ealing.
Ealing est le nom d'un district du borough d'Ealing à Londres.
Son nom provient du vieil anglais Gillingas.
Il comprend les Ealing Studios, hauts lieux de la production cinématographique britannique.

## Personnalités de Ealing
- Le biologiste, paléontologue et philosophe Thomas Henry Huxley, ami et fervent défenseur de Charles Darwin, grand-père de l'écrivain Aldous Huxley, y est né le 4 mai 1825.
- Pete Townshend, guitariste des Who, fut l'un des habitants prestigieux du quartier d'Ealing.
- Le groupe White Lies s'est créé à Ealing.
- James Royal, chanteur britannique né à Ealing en 1941.
- John McVie, bassiste du groupe Fleetwood Mac, né à Ealing en 1945.
- Paul McGrath, footballeur irlandais.
- Rached Ghannouchi, homme politique tunisien, ancien réfugié politique.
- Brigid Brophy, écrivaine et critique britannique, y est née le 12 juin 1929.
- Claire Dwyer (1964-2019), universitaire britannique, géographe et professeur de géographie humaine, y est décédée.
- Bukayo Saka, footballeur international anglais, y est né le 5 septembre 2001.